# 橘時望
橘 時望（たちばな の ときもち、生年不詳 - 天元元年（978年）3月）は、平安時代中期の貴族。備前介。従五位下。

## 略歴
天元元年（978年）、備前介に任ぜられる。『日本紀略』によると同年3月に海賊によって殺害された。この頃の海賊の活動は特に活発であったとみられる 。